# Râul Bretelin
Râul Bretelin este un curs de apă, afluent al râului Herepeia. 

## Hărți
- Harta județului Hunedoara